# 牧野信一
牧野 信一（まきの しんいち、1896年〈明治29年〉11月12日 - 1936年〈昭和11年〉3月24日）は、日本の小説家。神奈川県足柄下郡小田原町（現・小田原市）出身。
自然主義的な私小説の傍流としてみなされることが多く、17年間の作家生活の中で珠玉の短編十数編を残して早逝したマイナー・ポエトといわれている。「ギリシャ牧野」とも呼ばれた中期の幻想的な作品で新境地を拓いたが、最後は小田原の生家で悲劇的な縊死自殺を遂げた。享年39歳。

## 概説
牧野信一は、決して大作家とはいえない一詩人的な作家ではあるが、その「内発的な自我破り、想像力の開放、分裂に処するパロディの方法の発見」などは文学史的には重要な意味があると磯貝英夫は考察し、その後継者的な作家として、井伏鱒二、坂口安吾、石川淳、太宰治らの名を挙げている。また、「ときにデフォルメされた笑いに身をよじり、ときに救いも見えない焦燥に身をこがす」ような、一種の「動的な精神の燃焼の場」としての牧野の小説は、上記の作家の他、稲垣足穂、小島信夫、野坂昭如、後藤明生などの先駆者的なものがあると千石英世も指摘し、石川淳の他、島尾敏雄、吉行淳之介、安岡章太郎、種村季弘、池内紀ら、熱心な牧野信一ファンの作家が輩出されている。
なお、牧野信一は、坂口安吾の『風博士』をいち早く絶賛し、坂口が新進作家として世に出るきっかけを作った他、宇野浩二、井伏鱒二、青山二郎、小林秀雄、河上徹太郎らと交流を持ち、雑誌『文科』を創刊主宰して、これらの作家の作品発表の場を作った。牧野の代表作には、『地球儀』、『父を売る子』、『西瓜喰ふ人』、『村のストア派』、『ゼーロン』、『バランダ物語』『酒盗人』、『鬼涙村（きなだむら）』、『裸虫抄』などがある。
従弟に画家の牧野邦夫がいる。

## 作風
牧野信一の文学は、通常おおまかには、初期私小説、中期幻想小説、後期私小説への復帰、と分類されている。初期と後期における私小説的作品のいくつかは、「家族と血族の因縁」を扱い、牧野の文学の「深い暗部」を垣間見せている。
基本的に牧野は「自然主義的な作風」の作家とみなされることが多いとする堀切直人は、大正期の『父を売る子』をはじめとした牧野初期の私小説では、「自分の家庭の内幕を大胆にさらけ出した、すこぶる露悪的自虐的な」作品が特徴だとし、晩年には再び、『鬼涙村』、『裸虫抄』などの佳作で「暗鬱な土俗の世界に肉薄」していると考察し、柳沢孝子も、牧野の初期作品は、「自虐的饒舌および劇画」や「鋭敏な末梢神経描写」にあふれた私小説の体裁を持ち、晩年の作品も「朗らかな夢」が涸れていると解説している。
それらの初期や晩年の作風と違う、文壇の通称として「ギリシャ牧野」と呼ばれていた中期の浪漫的幻想小説は、そうした暗部の反転であり、「濃厚なナンセンスによる笑いの文学」、「夢魔的世界」を実現させており、中期の傑作といわれる『ゼーロン』をはじめとする、その時期に位置する作品は、自然主義的私小説の奔流とは趣の異なる「幻想的」な作品群と目され、「古代ギリシャや中世ヨーロッパの古典」に題材を借りた作風となっている。

## 生涯・経歴

### 生い立ち
1896年（明治29年）11月12日、神奈川県足柄下郡小田原町緑町（現在の小田原駅東口周辺）で、旧小田原藩士である牧野家の父・久雄と、母・ヱイの長男として誕生。父と母はそりが合わなかった。旧家の牧野家は家屋も古風で、入口を入ると直ぐに広い庭に面する座敷が3室あり、庭も古風で、夜になると石灯籠に小さな明かりが、池に落ちる筧の水を照らす風情があったという。
1897年（明治30年）、信一が1歳に満たぬ時、父・久雄が単身渡米。以後10年近くをその地で暮らすという、通常の父子関係ではなかった。明治30年ごろの小田原にはアメリカへの移民熱が盛んだったという事情はあったが、因循姑息な土地柄や家風から脱出する気持や、妻と離れたい気持も久雄にはあった。母・ヱイは小学校の準訓導であったので、信一は祖父母の溺愛の元で育つ。
1903年（明治36年）、小田原尋常小学校へ入学。この前後から外人宣教師に付いて英会話とオルガンを習う。アメリカの父親から通信などで「見知らぬ父」と、その父が住むアメリカへの思いを掻き立てられる。このことは牧野の文学の一つの母胎となる。信一自身もいずれは海を渡り、アメリカで父親と合流するとの予想もあり、幼年から英語を学ぶことに勤しむ。父親の放浪的な気質は信一にも多分に流れており、異国好みの作風の根底にあるものとされる。
1905年（明治38年）、祖父・英福が急死し、父・久雄は帰国したが、家庭に馴染めずに足柄下郡国府津村（現:国府津町）に別居。箱根の富士屋ホテルの通訳、ガイドなどをする。父親の別宅を訪ねてくる息子・信一とは、時に英語で話す。信一はアメリカ帰りの父と日本語では恥ずかしくて喋れなかったが、言いにくい感情でも思いのたけでも英語では話せた。性格の弱い放蕩的な父と、そのような父を背負わされた自分の「エディプス的自我」の定まらなさは、信一の感受性の形成に影を与えた。また信一は、ほとんど終生母親を憎み、父親を愛していたともされ、母は、うとましくもしたたかな世俗や凡俗の「抜きがたい象徴」となる。
1909年（明治42年）、神奈川県立第二中学校（現:神奈川県立小田原高等学校）に入学。同級に終生の友となる鈴木十郎（のち読売新聞記者、後年は小田原市長）がいた。弟・英二が誕生。歳は13歳離れている。中学校の頃の信一は、授業では英語が得意で、校内ではラッパの名手として知られていて、なかなかの洒落者であったという。祖父母に溺愛されて育ったお坊ちゃん気質は、楽天的な闊達な気性を見せる一方で、人見知り風の引っ込み思案げな表情も生活の中に見られたという。初恋は中学4、5年頃で、相手は2、3歳年上で当時20歳の青果問屋の娘だった。娘は爛熟した美人だったという

### 文学への情熱
1914年（大正3年）、早稲田大学高等予科に入学（無試験）。翌1915年（大正4年）、原級予科にとどめられ、浅原六朗、下村千秋らと同級になる。この頃、小田原の花柳界の若い芸妓（17、8歳）に恋心を抱いていたという。1916年（大正5年）、本科に進級。信一の勧めで早稲田に入学した鈴木十郎と共に創作への意欲を語り合う。東京府東京市小石川区高田豊川町（現:東京都文京区目白台）の素人下宿の2階の部屋で、信一は「文学に対する情熱が強く起ってきた」と話す。谷崎潤一郎の作品などに親しむ 。
1919年（大正8年）、早稲田大学部文学科英文学科（第二部）を卒業。鈴木十郎の義兄・巌谷冬至（巖谷小波の実弟）の紹介で、時事新報社の『少年』『少女』の編集部記者となり、「牧野七路」の筆名で、『少女』に少女読物を書く。この頃、同社文芸部の佐佐木茂索と面識を持つ。同年11月、大学同級生の浅原六朗、下村千秋ら13人と同人誌『十三人』を創刊する。12月、『十三人』に「爪」を発表し、島崎藤村に認められる。「爪」には、谷崎潤一郎の『悪魔』の影響が見受けられる。

### 文壇デビューへ
1920年（大正9年）4月、鈴木十郎らと同人誌『金と銀』を創刊（3号で終わる）。8月、島崎藤村の紹介で雑誌『新小説』に「凸面鏡」を発表し、初めて原稿料を得て、文壇にデビューする機運が開かれる。10月、「闘戦勝仏」を同人誌『十三人』に発表。これも牧野の処女作ともいわれ、谷崎潤一郎の『麒麟』の影響が見受けられる。時事新報社『少女』の投稿者だった鈴木せつとの交際が始まり、やがて同棲する。せつはモダンで賢く、非常に明るく活発な性格で、牧野とは反対におしゃべりであったという。
1921年（大正10年）、佐佐木茂索を介して中戸川吉二と知り合う。3月、「白明」を雑誌『解放』に発表。5月、「公園へ行く道」を『十三人』に発表。8月、「坂道の孤独参味」を雑誌『人間』（新進作家創作集）に発表。9月、「痴想」を雑誌『早稲田文学』に発表。それぞれ新進作家として認められる。時事新報社を辞め、鈴木せつを伴って小田原へ帰り、結婚。東京の友人のいなくなった淋しさもあって酒に親しむようになる。
1922年（大正11年）4月、同人誌『白磁』を創刊し、「池のまわり」を発表。6月、長男・英雄が誕生。9月、「鞭撻」を同人誌『象徴』（『金と銀』の継続誌）に発表。10月、「妄想患者」を雑誌『新小説』に発表。1923年（大正12年）、妻子と共に熱海に転居。6月、「熱海へ」を雑誌『新潮』に発表。これは最初の“父親小説”となる。7月、「地球儀」を雑誌『文藝春秋』に発表。9月1日の関東大震災により、小田原へ帰る。10月、中戸川吉二から、雑誌『随筆』創刊（11月）のための協力を求められて単身上京。東京市牛込区天神町（現:新宿区天神町）の佐佐木茂索の家の一室の編集室に住む。『随筆』の編集を通じ、宇野浩二、葛西善蔵、久保田万太郎らと知り合う。

### 父の死
1924年（大正13年）1月、「スプリングコート」を雑誌『新潮』に発表。3月、父・久雄が急死する。4月、妻子を東京に呼ぶ（やがて下谷区上野桜木町（現:台東区上野桜木）に住む）。5月、「父を売る子」を雑誌『新潮』に発表。8月、最初の作品集『父を売る子』（「新進作家叢書」）が新潮社より刊行される。9月、雑誌『新潮』が「人間随筆――最近の牧野信一氏」を小特集する。滝田樗陰に認められ、10月、「父の百ヶ日前後」を雑誌『中央公論』に発表。以後、“『中央公論』の作家”と目される。11月、「蝉」を雑誌『新潮』に発表。12月、雑誌『随筆』終刊。
1925年（大正14年）1月、「秋・二日の話」を雑誌『新潮』に発表。4月、「『悪』の同義語」を雑誌『中央公論』に発表。“悪の同義語”とは、母親のことを指している。5月、「貧しき日録」を雑誌『新潮』に発表。8月、「観魚洞風景」を雑誌『女性』に発表。9月、「鏡地獄」を雑誌『中央公論』に発表。10月、「秋晴れの日」を雑誌『新潮』に発表。「極夜の記」を雑誌『文藝春秋』に発表。旺盛な執筆を見せ、文壇に進出する。12月、芝区二本榎町の夫人の実家に同居する。父親の死後、牧野の作品には、陰湿な「母親攻撃」の様相が現われる。
1926年（大正15年）1月、「毒気」を雑誌『中央公論』に発表。「悪筆」を雑誌『新潮』に発表。3月、東京府豊多摩郡杉並村大字阿佐ケ谷字東向（現:杉並区阿佐ケ谷一丁目）に転居。4月、「冬の風鈴」を雑誌『文藝春秋』に発表。5月、「蔭ひなた」を雑誌『中央公論』に発表。5月、雑誌『新潮』が「新進作家の人と作との印象――牧野信一氏の印象」を小特集する。7月、「お蝶の訪れ」を雑誌『新小説』に発表。9月、「素書」を雑誌『新潮』に発表。父親の死後、生家は負債を抱え、信一名義の家屋敷や土地を親類に詐取され、没落してゆく。

### 小田原での療養
1927年（昭和2年）1月、「F村での春」を雑誌『女性』に発表。2月、「西瓜を喰ふ人」を雑誌『新潮』に発表。3月、「鱗雲」を雑誌『中央公論』に発表。この頃、神経衰弱に陥り、プロレタリア文学の進出に押され、小田原に帰る。痔疾のために病院に通う。4月、「山を越えて」を雑誌『太陽』に発表。鈴木十郎の姉の世話で借りた小田原郊外の海浜の一室を仕事場とする。6月、「昔の歌留多」を雑誌『婦人公論』に発表。7月、「藪のほとり」を雑誌『新潮』に発表。9月、「雪景色」を雑誌『文藝春秋』に発表。健康の回復を目指して、海岸や附近の山々を散策する。
1928年（昭和3年）1月、「十三夜までのこと」（のち「鶴がいた家」と改題）を雑誌『太陽』に発表。2月、「舞踏会余話」を雑誌『文藝春秋』に発表。6月、「村のストア派」を雑誌『新潮』に発表。作品に豊かな夢想が見受けられはじめる。作品9月、「小川の流れ」を雑誌『文藝春秋』に発表。この年、プラトンの『ソクラテスの弁明』、『クリトン』、アリストテレスの『詩学』、ミゲル・デ・セルバンテスの『ドン・キホーテ』、ゲーテの『ファウスト』、スウィフトの『ガリバー旅行記』、スターンの『感傷旅行』（A Sentimental Journey）などを愛読。作風の転換をはかる。

### 「ギリシャ牧野」時代
1929年（昭和4年）1月、「熱い風」を雑誌『新潮』に発表。5月、「円卓子での話」を雑誌『新潮』に発表。6月、「山彦の街」を雑誌『文藝春秋』に発表。8月、「駈ける朝」を雑誌『新潮』に発表。12月、『牧野信一集』（『瀧井孝作集』と一冊の「新進傑作小説全集」）が平凡社より刊行される。作家としての絶頂期を迎えつつあり、中堅作家としての地位を獲得する。この年、足柄上郡山田村の村長・瀬戸佐太郎と知り合う。その周辺を背景とした田園叙事詩的作風が漸次あらわれようになる。
1930年（昭和5年）1月、「ラガド大学参観記」を雑誌『文藝春秋』に発表。3月、「吊籠と月光」を雑誌『新潮』に発表。ゲーテの『ファウスト』の影響などが見受けられる。4月、単身上京。豊多摩郡中野町大字中野（現:中野区中央三・四丁目）の義弟・浅尾辰雄方に寄宿し、のち東京市麹町区五番町（現:千代田区一番町）の松栄館に下宿。雑誌『作品』の創刊準備に関わる。井伏鱒二、小林秀雄、河上徹太郎らと知り合う。5月、「アウエルバッハの歌」を雑誌『作品』創刊号に発表。6月、「西部劇通信」を雑誌『作品』に発表。7月、「歌える日まで」を雑誌『文藝春秋』に発表。「くもり日つづき」を雑誌『作品』に発表。8月、「R漁場と都の酒場で」を雑誌『経済往来』に発表。9月、尾崎士郎の勧めで、荏原郡大森町大字新井宿字山王（現:大田区山王）に転居。妻子を呼び寄せる。10月、「変装綺譚」を雑誌『新潮』に発表。11月、単行本『西部劇通信』を春陽堂より刊行する。
1931年（昭和6年）1月、東京市芝区三田南寺町（現:港区三田四丁目）に転居。いわゆる魚籃坂時代が始まる。2月、「痴酔記」を雑誌『文藝春秋』に発表。5月、「南風譜」を雑誌『婦人サロン』に発表。7月、「『風博士』」を雑誌『文藝春秋』巻末折込みの「別冊文壇ユウモア」に発表し、先月同人雑誌『青い馬』に掲載された坂口安吾の「風博士」を激賞する。10月、「ゼーロン」を雑誌『改造』に発表。「夜の奇蹟」を雑誌『オール讀物』に発表。春陽堂より雑誌『文科』を創刊（主宰。翌年3月まで4輯を編む）。「心象風景」を雑誌『文科』に連載（翌年3月まで4回）。『牧野信一集』（『細田民樹・細田源吉・下村千秋集』と一冊、「明治大正昭和文学全集」）が春陽堂より刊行される。11月、小林秀雄との共訳でポーの「ユレカ」を雑誌『文科』に連載（12月まで）。12月、「バランダ物語」を雑誌『中央公論』に発表。この頃の2、3年が牧野にとって最も“得意な時代”であった。これは実家の経済的没落をきっかけに野外へ出たことで、ただの身辺雑記だけを綴る繰り返しから解放されたことが大きいとされている。

### 神経衰弱の再発
1932年（昭和7年）1月、「酒盗人」を雑誌『文藝春秋』に発表。4月、「露路の友」を雑誌『オール讀物』に発表。この年から再び、神経衰弱が再発するようになる。住居を転々とする度に（作品が書けなくなると、引越しをした）、息子を転校させないように、一子の英雄を暁星小学校に編入させる。経済的に困窮していたが、これには坂口安吾の勧めがあったという。6月、「山男と男装の美女」を雑誌『オール讀物』に発表。8月、「鬼の門」を雑誌『中央公論』に発表。9月、「ゾイラス」を雑誌『文藝春秋』に発表。10月、「泉岳寺附近」を雑誌『新潮』に発表。漸次、生活の疲れが目立つようになる。弟・英二はこの年に、モダン日本社に入社。
1933年（昭和8年）3月、「沼辺より」を雑誌『新潮』に発表。「心象風景」（続編）を雑誌『文藝春秋』に発表。義弟・浅尾辰雄を訊ねて水戸へ行く。4月、「まぼろし」を雑誌『オール讀物』に発表。5月、西銀座の「きゆぺる」の2階で中原中也と会う。中原は谷丹三らと同人雑誌の相談で集まり、そこへ谷の誘いで牧野が来たという。6月、「心象風景」（続編）を雑誌『文藝春秋』に発表。7月、「天狗洞食客記」を雑誌『経済往来』に発表。「疑惑の城」を雑誌『四季』に発表。「奇友往来」を雑誌『オール讀物』に発表。夏、山田村の村長・瀬戸佐太郎の紹介で、足柄下郡大井村（現・大井町）の宇佐美方に転居。昆虫採集などをする。9月、「真夏の朝のひととき」を雑誌『新潮』に発表。10月、「武者窓日記」を雑誌『経済往来』に発表。11月、「船の中の鼠」を雑誌『文學界』に発表。12月、「夜見の巻―『吾が昆虫採集記』の一節」を雑誌『文藝春秋』に発表。この作品でも愛馬ゼーロンが登場し、天空を駆け巡るペガサスにも比すべき壮麗な姿をみせる。「ベッコウ蜂」を雑誌『行動』に発表。旺盛な執筆を取り戻す。

### 母性憧憬
1934年（昭和9年）2月、東京市品川区五反田の霞荘に転居するが、やがて経済的な破綻から憂鬱に陥り、単身、小田原に帰る。年少からの友人・瀬戸一彌の好文堂書店に滞留したりする。3月、「女に臆病な男」を雑誌『オール讀物』に発表。4月、「月あかり」を雑誌『文藝春秋』に発表。7月、「木枯の吹くころ」を雑誌『新潮』に発表。「病状」を雑誌『文學界』に発表。8月、「剥製」を雑誌『文藝春秋』に発表。作品の雰囲気は暗く、主人公が愛馬ゼーロン（作中ではZとして登場）から振り落とされて踏みつけられるという悲惨な場面が描かれる。また、主人公の夢に母の像が繰り返し現れ、母への慕情も見られる。秋ごろ、上京する。10月、「早春のひところ」を雑誌『早稲田文学』に発表。11月、「創作生活にて」を雑誌『新潮』に発表。12月、「鬼涙村」を雑誌『文藝春秋』に発表。夢想は暗く、「猜疑心と怯え」が横溢しており、牧野は「人間存在の不安」を丹念に書き上げようとしている。
1935年（昭和10年）1月、横須賀市山王町の義弟・浅尾辰雄方に行く。三浦半島周辺を泊り歩いたり、横須賀と五反田霞荘とを往き来した年であった模様。2月、「痴日」を雑誌『経済往来』に発表。3月、「裸虫抄」を雑誌『新潮』に発表。「繰り舟で往く家」を雑誌『若草』に発表。7月、「文学的自叙伝」を雑誌『新潮』に発表。8月、小川和夫との共訳でポーの『ユリイカ』を芝書店より刊行する。牧野をモデルにブロンズの胸像「マキノ氏像」 を作製した親友・牧雅雄（彫刻家）の訃報を知り、8月19日に追悼会をする。10月、「好色夢」を雑誌『中央公論』（50周年記念号）に発表。12月、「茜蜻蛉」を雑誌『新潮』に発表。「淡雪」を雑誌『文藝春秋』に発表。この作品には、“母性憧憬”が結晶した世界が表れている。「熱海線私語」を雑誌『日本評論』に発表。この年は、随筆や月評などの仕事が目立つ。妻・せつとのトラブルから五反田の霞荘を引き払い、鈴木十郎の東京市本郷区駒込浅嘉町の家の2階に寄宿。このトラブルは、せつが牧野の浮気を本気と誤解した面もあるという。

### 晩年
1936年（昭和11年）1月、「幽霊の出る家」を雑誌『早稲田文学』に発表。前年来の夫人・せつとの悶着や、痔疾、神経衰弱に悩み、単身小田原の生家に帰る。不眠症に陥る。旧友・瀬戸一彌に窮状を訴え、死の思いを伝える。牧野は瀬戸に、「自分の今一番欲しいのは素直な若い女の友達だ、女中であつてすらいい。然し商売女ではいけない」と語っていたという。2月、「風流旅行」を雑誌『新潮』に発表。自選作品集『鬼涙村』を芝書店より刊行。3月、自選作品集『酒盗人』を芝書店より刊行する。別居していた妻子（日本橋区富沢町のせつの実弟・鈴木民平方に在った）との同居を願うが、容認されない。3月24日の夕頃、小田原町新玉町の実家（大正8年からの家）の納戸で自ら縊死を遂げる。享年39歳。
死に至る10日程前の間に一度上京し、終生の友とされる鈴木十郎を訪ね、不眠症の悪化と自らの侘しい心情を告げている。
死の数日前からは、新聞小説『桜の花びら』の執筆に行き詰まり、母に向かって「小説が書けないで生きていることは出来ないから、死んでしまう」と口癖のように言い始めた。
死の当日、出かけようとする母に突然縋り付いて、「どうか出かけないでくれ、俺を一人にしないでくれ」と牧野は懇願していた。その2時間ほど前に、牧野はピンポン台に紐を張り、首を入れて自殺の真似をしていたという。また、死の前日には梅焼酎を一升飲んでいたという。3月26日、菩提寺である小田原市の清光寺で葬儀。法号は「大光院法船日信居士」。5月、「鵞鳥の家」が雑誌『婦人倶楽部』に掲載。雑誌『早稲田文学』『作品』『生活』『文芸通信』『芸術科』が追悼特集をする。6月、「タンタレスの春」が雑誌『モダン日本』に掲載。7月、「サクラの花びら」（未完）が雑誌『日本評論』に掲載。他の草稿として「酒友大風譚」もあった。

### 死後

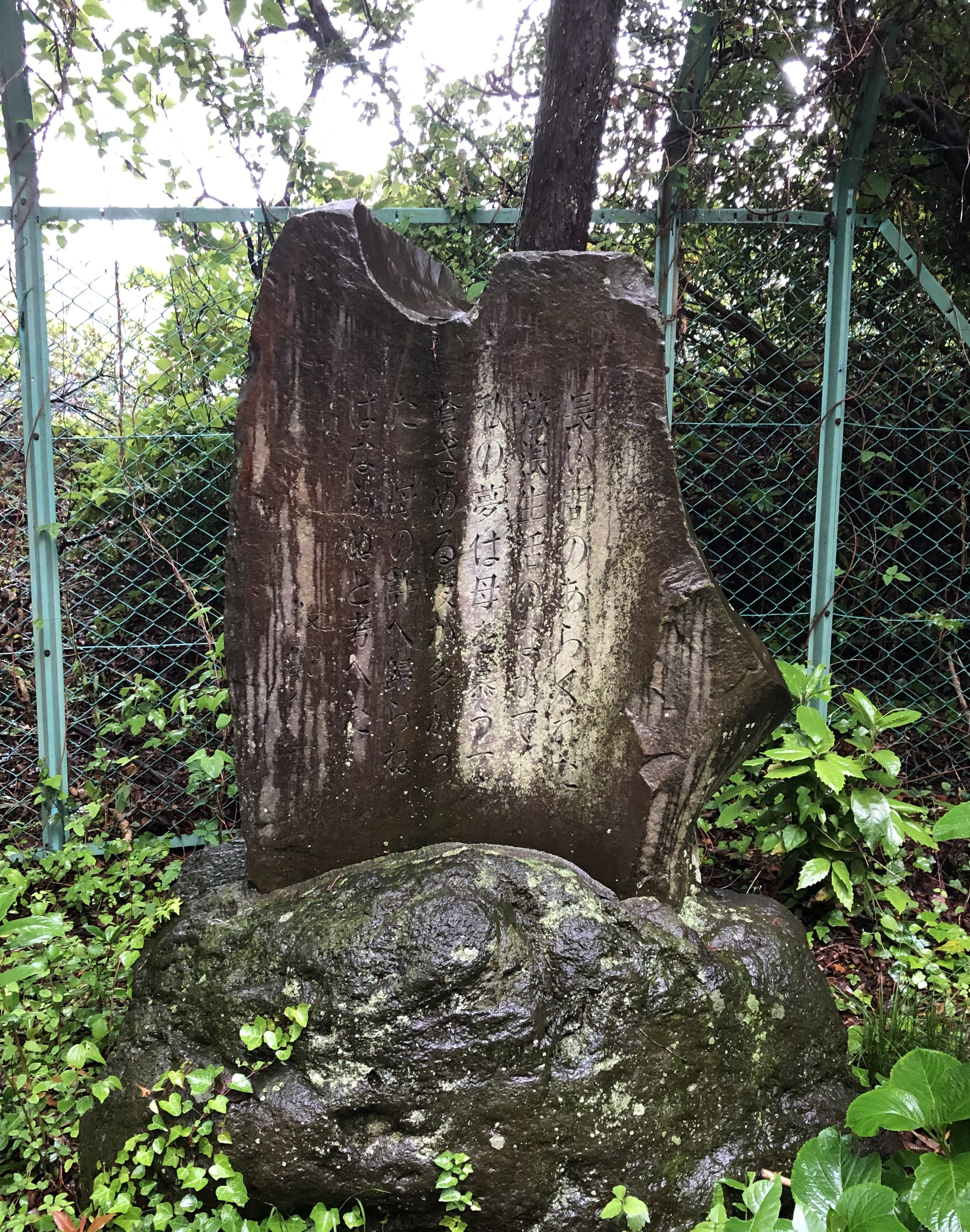
牧野信一文学碑（小田原市城山公園前）

1944年（昭和19年）、母・ヱイ死去。1945年（昭和20年）、一子長男・英雄がニューギニアのビアク島で戦死。
1956年（昭和31年）、小田原市の清光寺において、二十年忌。新たに「牧野信一之墓」が建てられた。
1974年（昭和49年）、雑誌『文科』が日本近代文学館より復刻。
1976年（昭和51年）、四十年忌にあたり、小田原市城山公園前に「牧野信一文学碑」が建てられ、記念誌『サクラの花びら』が編まれた。文学碑に刻まれた、「長い間のあらくれた放浪生活のなかで、私の夢は母を慕ふて蒼ざめる夜が多かつた。母の許へ帰らねばならぬと考へた。」（『剥製』の冒頭の一節）は、井伏鱒二によって、この一文が選ばれた 
1979年（昭和54年）、弟・英二がアメリカのコロラド州デンバーで死去。
1986年（昭和61年）、没後五十年記念の「牧野信一展」が県立神奈川近代文学館で開催された。
1996年（平成8年）、生誕百年記念シンポジウム「響宴」が開催された。
2016年（平成8年）、生誕120年記念イベント＆従兄弟である牧野邦夫没後30年記念イベントが小田原にて開催された。

## 人と作品

### 潜在的な狂気
牧野信一の家系は、牧野自身も『気狂ひ師匠』などで語っているように、代々気狂いの血筋だといわれ、『疳の虫』や『白明』などで牧野との仲の良さや親しみが描かれている医師であった叔父も、しばしば発作を起こし、最終的には発狂し座敷牢に軟禁された精神病者であった。そんなことから、牧野の母親は、「今度はきっとお前の番だ」と息子に向って言うことがあり、牧野の処女作の『爪』などにも、自身の狂気の芽の自覚が散見され、「頭が割れさうだ」、「狂人になるんぢやないかしら？」と呟く場面がある。
こういったことから、「牧野信一の文学にはまぎれもなく狂気の気配がつねにつきまとっている」と述べる堀切直人は、牧野がその発狂への危惧や不安を「終生捨て去ることができなかった」と解説している。そして、牧野の精神は、「つねに累卵の危うきに堪えている態の、均衡の破れやすい、不安定で脆弱な性質を帯びていた」と堀切は考察し、この牧野の性質は、大正期の私小説においては、「肉親との愛憎のしがらみ」や、狭い対人関係の場での「過敏な神経のエクセントリックともいうべき反応のドキュメント」となり、自身を「客体化」「劇画化」しようとする企ては、「過敏な神経や過剰な自意識や憂鬱な気分に圧倒されて、試行錯誤の段階」にとどまっていたと論考している。
しかし「ギリシャ牧野」といわれる中期（1927年から1932年）のはじめの『西瓜喰ふ人』あたりから、「悪夢的な軟禁状態が影をひそめ、抱腹絶倒の、賑々しい道化的カーニバル的世界がそれに取って替わる」と堀切は述べ、この時期の幻想的な代表作品（『村のストア派』、『ゼーロン』など）では、私小説的な「退屈で陰湿な自然主義的文学風土」を脱した明朗、軽妙、痛快な作風で、「ファンタジーとフモール」が合わさった夢幻の世界を創造していると解説し、三島由紀夫も、『ゼーロン』で、牧野の本領が発揮されていたと評している。
しかし、その新境地にもやがて暗い翳がさしはじめ、晩年（1934年から1936年）の作品では夢想的な世界や活力が失われ、「自己喪失感、零落感」が深まり、「自分が生者か死者かさえ」定かでなくなると堀切は解説し、苦悶を帯びた作品群が増え、作中やエッセイでは、神経衰弱を患っている「私」の顔の比喩として「鬼」という言葉が出てくるようになる。そして晩年は病状もひどくなり、自殺に至った。

### 人物の印象
牧野信一は小柄で、33歳の時にも25歳くらいにしか見えなかったと、宇野浩二は述懐している。
中原中也は同人雑誌の相談の集まりに、部外から見物にやって来た牧野と1933年（昭和8年）5月に初対面するが、その時の牧野は久留米絣を着ていて、すでに酔いながら、「僕、邪魔しないからねえ、邪魔しないからねえ」と入ってきたという。また二か月後、同人の谷丹三に誘われて牧野の住まいを訪ねた時の印象について中原は、浴衣一枚の胸をはだけて、まだ一字も書いていない原稿用紙を前に座っていた牧野を見て、自分たちが来るまで、ずっとそこで悩んで頭をかかえていたに違いないと思ったとし、その印象と死について以下のように語っている。
坂口安吾は、自身の作品を牧野が褒めてくれる時に「ねえ、ほんとに、なんとも言へない蒼ざめた君の姿があの中にあるんだよ」と言っていたことに触れて、以下のように語っている。

## その他
松永記念館（小田原市郷土文化館）には、彫刻家・牧雅雄作のブロンズ製胸像『牧野氏像』が所蔵されている。牧野信一はこの像を題材にして、小説『ゼーロン』を執筆した。なお作中では『マキノ氏像』となり、親友であった牧雅雄は、「経川槇雄」という人物名となっている。
牧野の死後、親交のあった坂口安吾は随筆『牧野さんの死』で追悼文の中で、牧野は「人生を夢に変へた作家」で、その「特殊の設計を受けた人生」ゆえに、「自殺」「貧困」「飲み助」を引き受けたとし、牧野の神経衰弱と夫婦の別居問題に触れ、ゴシップ的世評を否定し、「彼の文学と死の必然的なそして純粋な関係」を看取している。そして、「自殺は牧野さんの祭典だつたかも知れない」とし、「彼はつひに死をもなほ夢と共に生きつづけたのだ。明るい自殺よ！」と記している。
その後、坂口は牧野信一をモデルにした作家・三枝庄吉を描いた短編『オモチャ箱』を発表した。坂口は、その主人公の繊細で「高雅」な資質を描きつつも、「夢が文学でありうるためには、その夢の根柢が実人生に根をはり、彼の立つ現実の地盤に根を下してゐなければならない」とし、最初は根を下していた彼の「オモチャ箱」（夢、文学）が、現実から遊離してしまったと批判し、「現実は常にかく冷酷無慙であるけれども、そこからも、夢は育ち、オモチャ箱はつくれるものだ」と、牧野を念頭において綴っている。
牧野信一は、知る人ぞ知る作家であるとも評されたが、2013年（平成25年）に行われた同年度の大学入試センター試験の国語の現代文（小説）の設問に『地球儀』の全文が出題され、その設問の難解ぶりと作中の英語での台詞回しが相まって、同時に出題されていた小林秀雄の『鐔（つば）』と共に、改めて牧野が世に注目される結果となった。ちなみに本作では明治・大正期の日本の英語教育についても触れられており、当時の教育事情を知る貴重な資料ともなっている。
2013年（平成25年）10月に日本エスペラント協会の第100回大会を記念して編まれた『日本文学エスペラント作品集』に、牧野信一の「繰り舟で往く家」（訳題：Domo alirebla per Snurpramo）が加わった。

## おもな作品
- 爪（1919年）
- 闘戦勝仏（1920年） - こちらも処女作といわれている。
- 地球儀（1923年）
- 父を売る子（1924年）
- 西瓜喰ふ人（1927年）
- 村のストア派（1928年）
- 吊籠と月光（1930年）
- 西部劇通信（1930年）
- ゼーロン（1931年）
- バランダ物語（1931年）
- 酒盗人（1932年）
- 鬼の門（1932年）
- 泉岳寺附近（1932年）
- 天狗洞食客記（1933年）
- 疑惑の城（1933年）
- 夜見の巻（「吾が昆虫採集記」の一節）（1933年）
- 月あかり（1934年）
- 木枯の吹くころ（1934年）
- 剥製（1934年）
- 鬼涙村（1934年）
- 痴日（1935年）
- 裸虫抄（1935年）
- 繰り舟で往く家（1935年）
- 文学的自叙伝（1935年）
- 淡雪（1935年）

## おもな刊行本
- 『父を売る子』（「新進作家叢書」）（新潮社、1924年）
- 『牧野信一集』（『瀧井孝作集』と一冊の「新進傑作小説全集」平凡社、1929年）
- 『西部劇通信』（春陽堂、1930年）
- 『牧野信一集』（『細田民樹・細田源吉・下村千秋集』と一冊、「明治大正昭和文学全集」春陽堂、1931年）
- 小川和夫と共訳書『ユリイカ』（エドガー・アラン・ポー）（芝書店、1935年。改訂・創元推理文庫）
- 『鬼涙村』（芝書店、1936年。復刻・沖積舎）
- 『酒盗人』（芝書店、1936年。復刻・沖積舎）
- 『牧野信一全集』全3巻（第一書房、1937年）
- 『心象風景』（「創元選書」創元社、1940年）
- 『南風譜』遺稿（甲鳥書林、1941年） - 序文は島崎藤村
- 『心象風景』（書肆ユリイカ、1948年）
- 『牧野信一集』（「創元選書」創元社、1948年）
- 『吊籠と月光』（「創元選書」創元社、1949年）
- 『牧野信一全集』全3巻（人文書院、1962年。再版1975年）
- 『牧野信一資料解説目録』（小田原市立図書館、1970年）
- 『鬼涙村』（旺文社文庫、1979年）
- 『バラルダ物語』（福武文庫、1990年）
- 『ゼーロン・淡雪 他十一篇』（岩波文庫、1990年、堀切直人解説。度々再版）
- 『日本幻想文学集成15 牧野信一』（国書刊行会、1992年）
- 『牧野信一作品集』（武田信明編、沖積舎、1993年）
- 『父を売る子・心象風景』（講談社文芸文庫、1993年）
- 『牧野信一全集』全6巻（筑摩書房、2002年）
- 『嘆きの孔雀　牧野信一センチメンタル幻想傑作集』（長山靖生編、小鳥遊書房、2022年）